# Axel Meyer (Maler)

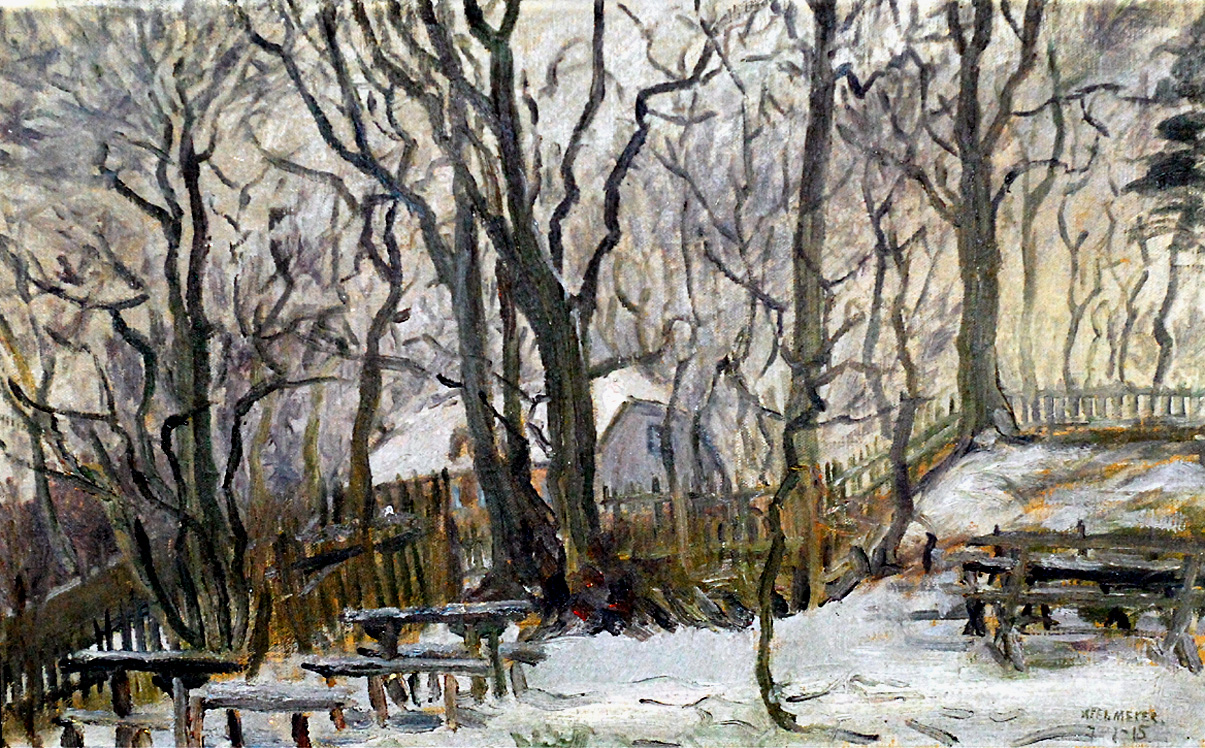
Axel Meyer, Winterlandschaft, Öl auf Leinwand, um 1915

Axel Meyer (* 11. August 1887) war ein dänischer Künstler. Sein Todesdatum ist unbekannt.
Meyer erhielt seine Ausbildung an der Technischen Malschule in Kopenhagen bei Johann Rohde (1856–1935), einer der führenden Persönlichkeiten innerhalb der dänischen Reformbewegung um 1900 und Initiatoren der modernen Kunst in Dänemark. Meyer studierte anschließend an den Freien Künstlerstudienschulen, die Rohde 1882 gemeinsam mit mehreren Kommilitonen gründete. Diese bis 1912 bestehenden Einrichtungen boten für junge Künstler eine Alternative zum starren akademischen Unterricht der Kunstakademien.  
Meyer stand den Dyrehavemalern nahe. Er machte sich als Schöpfer von Landschaften einen Namen.